# Symphurus variegatus
Symphurus variegatus es una especie de pez de la familia Cynoglossidae en el orden de los Pleuronectiformes.

## Distribución geográfica
Se encuentran en Sudáfrica.